# سيلفا (سانتياغو ديل استيرو)
سيلفا هي بلدية وقرية في مقاطعة سانتياغو ديل استيرو في الأرجنتين.